# Ghiacciaio Skaplizo
Il ghiacciaio Skaplizo è un ghiacciaio lungo circa 3,6 km e largo circa 1,3, situato sull'isola Clarence, nelle isole Shetland Meridionali, un arcipelago antartico situato poco a nord della Penisola Antartica. Il ghiacciaio si trova in particolare sulla costa sud-occidentale  dell'isola, poco a sud del ghiacciaio Giridava, dove fluisce verso ovest-nord-ovest a partire dal versante occidentale del monte Irving, nella cresta Urda, fino a entrare in mare a nord-est di punta Chichil.

## Storia
In seguito alla spedizione Tangra 2004/05, il ghiacciaio Skaplizo è stato così battezzato nel 2005 dalla commissione bulgara per i toponimi antartici in onore del villaggio di Skaplizo, nella Bulgaria sud-occidentale.